# Santino Rocchetti (album 1978)
Santino Rocchetti  è il secondo album da solista del cantautore italiano Santino Rocchetti, pubblicato dall'etichetta discografica Fonit Cetra nel 1978.
Questo album non contiene il brano Armonia e poesia, con il quale Santino, ha partecipato al Festival di Sanremo del 1978, che arrivava in finale. La canzone, veniva inserito nel Greatest Hits Santino Rocchetti, che avverrà nel 1980. Tra i brani di questo album c'è Divina.

## Tracce

### Lato A
1. Tutti i Santi in paradiso (A. P. Cassella - O. Petrossi) 3'35"
2. Tu me faie murì (C. Daiano - S. Cutugno) 3'30"
3. Camminerò (G. Mezzanotte - S. Rocchetti) 3'18"
4. Io sto con te (A. Salerno - S. Fabrizio) 4'20"
5. Divina (C. Daiano - S. Rocchetti) 3'10"

### Lato B
1. Anna no, Anna mai (A. Lo Vecchio - S. Shapiro) 4'40"
2. Deserto (C. Daiano - S. Rocchetti) 3'50"
3. Canzone disperata (B. Lauzi) 3'30"
4. Spanish Trip (S. Rocchetti) 6'02"

## Formazione
- Santino Rocchetti – voce, cori, chitarra sintetica
- Ernesto Massimo Verardi – chitarra
- Gigi Cappellotto – basso
- Tullio De Piscopo – batteria
- Andrea Sacchi – chitarra
- Aldo Banfi – sintetizzatore
- Sergio Farina – chitarra
- Alberto Rocchetti – arpa, cori
- Rodolfo Grieco – cori